# Lennie Moore
Lennie Moore es un compositor de música de películas cinematográficas, videojuegos, series de televisión y comerciales.  En 1983, se graduó en el Berklee College Of Music de Boston, con especialización en Jazz. Estudió dirección durante 6 años con el maestro William Kettering. Ha estado enseñando composición para videojuegos en la Universidad de California (Los Ángeles) y en la USC Thornton School of Music. Pese a haber estudiado Jazz, en sus composiciones para audiovisuales (películas, videojuegos, etc) evidencia un gran talento y madurez musical.[cita requerida] Si bien a veces trabaja con orquestas de verdad, otras hace emulaciones digitales de ellas con programas informáticos, como el GigaStudio.